# Fabio Brulart de Sillery
Pour les articles homonymes, voir Brûlart et Brûlart de Sillery.
Fabio Brulart de Sillery, né au château de Pressigny le 25 octobre 1655 et mort à Paris le 20 novembre 1714 , est prélat français, évêque d’Avranches et de Soissons.

## Biographie
Arrière-arrière-petit-fils de Henri de Montmorency, il était l’arrière-petit-fils de Nicolas Brulart, marquis de Sillery (1544-1624), chancelier de France et le petit-fils de Pierre Brulart, marquis de Puisieux (1583-1640), secrétaire d’État et ambassadeur en Espagne et de Charlotte d’Estampes Valencay (sa seconde épouse depuis janvier 1615) et le fils de Louis-Roger Brûlart, marquis de Sillery, et de Marie-Catherine de La Rochefoucauld sœur de François de La Rochefoucauld. Il a été porté sur les fonts baptismaux par le cardinal Piccolomini, nonce apostolique en France, qui lui a donné le prénom du pape régnant, Alexandre VII, Fabio Chigi. Il est le frère de Roger Brûlart, marquis de Sillery, vicomte de Puysieulx, dit « marquis de Puysieulx », lieutenant général, ambassadeur en Suisse.
La terre de Sillery fut le foyer privilégié de la branche cadette des Brûlart de Sillery face aux Brûlart de La Borde.
Il fait des études de philosophie au collège de la Marche, puis il est passé aux écoles de la Sorbonne et a reçu le titre de docteur à l’âge de 26 ans. Il a étudié dans le même temps le grec et l’hébreu. Député à l’Assemblée du clergé de 1685, il est évêque d’Avranches en 1689, et, par permutation avec Huet, puis de Soissons de 1692 à 1714.
Membre de l’Académie de Soissons, il est élu membre de l’Académie des inscriptions en 1701, puis de l’Académie française en 1705.
Saint-Simon, à l’occasion du décès de l’évêque, ne cacha pas ses sentiments à l’égard du prélat :

« Brulart, évêque de Soissons, mourut à Paris point vieux, au milieu d’une ferme et constante santé. Il était frère de Puysieux, chevalier de l’ordre, […] et de Sillery, écuyer de feu M. le prince de Conti jusqu’à sa mort. Il fut longtemps évêque d’Avranches, où, pétri d’orgueil et d’ambition, il était outré de se voir, comme disait M. de Noyon, un évêque du second ordre, reculé de tous les moyens de se faire valoir. […] Brulart avait beaucoup d’esprit et du savoir, mais l’un et l’autre fort désagréables par un air de hauteur, de mépris des autres, de transcendance, de pédanterie, d’importance, de préférence de soi, de domination, répandu dans son parler et dans toute sa personne, jusque dans son ton et sa démarche, qui frappait et qui le rendait de ces hommes qui ont tellement le don de déplaire et d’aliéner, que dès qu’ils ouvrent la bouche on meurt d’envie de leur dire non. Il joignait à tout cela l’arrogance et ce rogue des La Rochefoucauld, dont était sa mère, et la fatuité des fils de ministres, quoique son père ne fût que le fils d’un ministre chassé. Il se piquait encore de beau monde, de belles-lettres, de beau langage. »

Fabio Brulart de Sillery n’a laissé que peu d’écrits : quelques poésies, des dissertations, une harangue à Jacques II d'Angleterre, un catéchisme, ainsi que des textes réunis avec ceux d’Antoine Arnauld et François Lamy par Dominique Bouhours en 1700 sous le titre Réflexions sur l’éloquence.

## Iconographie
Son portrait a été peint par Hyacinthe Rigaud en 1698 contre 140 livres ; somme correspondant à un buste. On ne connaît pas la localisation du tableau original mais le musée du château de Versailles en conserve une copie.
Le portrait de l’évêque a été gravé par Gérard Edelinck en 1698 (ou 1699 selon Hulst).